# Obradoiro CAB

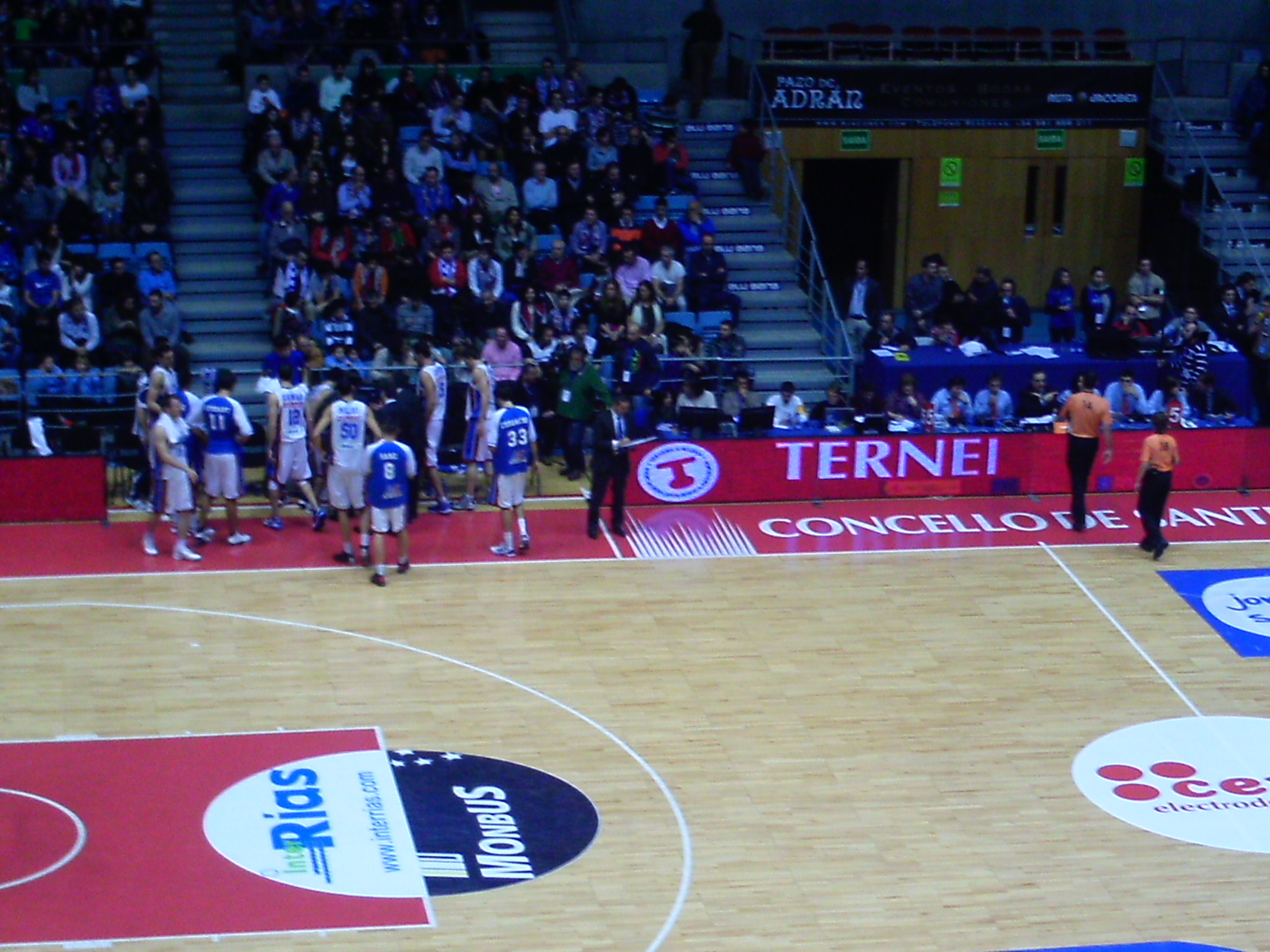
Obradoiro CAB

L'Obradoiro Clube de Amigos do Baloncesto, abrégé en Obradoiro CAB, est un club espagnol de basket-ball, basé dans la ville de Saint-Jacques-de-Compostelle dans la province de La Corogne.  Le club évolue en LEB Oro, la seconde division du championnat d'Espagne.

## Historique
Le club est relégué en deuxième division (LEB Oro) à l'issue de la saison 2023-2024.

## Palmarès
- Coupe de Galice : 2010, 2011, 2012, 2013, 2014, 2015, 2016, 2017, 2019, 2023
- Coupe du Prince des Asturies : 2011

## Joueurs et personnalités du club

### Entraîneurs
- 1991-1992 :  Tim Shea
- 2009-2010 :  Curro Segura
- 2010- :  Moncho Fernández

### Effectif actuel (2023-2024)
L'effectif 2023-2024 est dirigé par Moncho Fernández.

### Joueurs emblématiques
- Nihad Đedović
- Pavel Pumprla

- Paul Davis
- Marc Jackson
- Salah Mejri
- Stéphane Lasme
- Nick Minnerath
- Benjamin Dewar
- Milt Palacio
- Kóstas Vasiliádis